# Marieke de Moor
Marieke de Moor (meisjesnaam Vollaards) is een personage uit de Nederlandse soapserie Goede tijden, slechte tijden. De rol werd tussen maart 1993 en mei 1995 gespeeld door actrice Nathalie Mourits. Voor haar vertrek in mei 1995 keerde acteur Tim Immers tijdelijk terug in de serie. In mei 2018 nam Lidewij Mahler de rol over van Nathalie Mourits.

## Casting
In 1993 krijgt de dan 15-jarige Nathalie Mourits de rol van Marieke, om deze twee jaar lang te vertolken. In de laatste aflevering van seizoen 5 verlaat Mourits de serie wanneer haar personage Marieke naar Italië emigreert. Bij de terugkeer van Marieke in 2018 wordt de rol niet langer gespeeld door Mourits, maar door Lidewij Mahler, die in de maanden voorafgaand een belangrijke rol speelde in de politieserie Moordvrouw.

## Levensverhaal

### Oorsprong
Net als Janine (die later haar oudere biologische zus bleek te zijn) werd Marieke niet opgevoed door haar biologische ouders die overleden toen ze een jaar was. Marieke werd op jonge leeftijd ter adoptie afgestaan aan het schippersechtpaar Vollaards, Janine aan het echtpaar Elschot. Nadat Mariekes pleegmoeder overleed, werd ze aangerand door haar adoptievader op de momenten dat ze thuis was in plaats van het schippersinternaat. Op een dag loopt ze van het internaat weg en solliciteert als model bij het modellenbureau Flash Meerdijk. Daniël, eigenaar van Flash met Suzanne Balk, neemt haar onder zijn hoede en geeft haar een baan als secretaresse. Marieke is bang dat haar adoptievader haar weer zal komen halen. Daniël probeert haar het vertrouwen te geven dat dat niet meer zal gaan gebeuren. Samen werken ze aan haar zelfvertrouwen en dienen ze een aanklacht in tegen Gijs.
Met de hulp van Daniël gaat ze zich steeds beter voelen. Ze raakt bevriend met Suzanne Balk en trekt bij haar in. Janine heeft weleens samengewerkt met Suzanne en kent Daniël goed via Simon. Wanneer Suzanne zwanger is en met verlof gaat, vraagt ze of Janine haar kan vervangen bij Flash. Op een dag krijgt Janine de schrik van haar leven als ze in Mariekes papieren leest dat ze dezelfde biologische ouders hebben en  op jonge leeftijd zijn gescheiden. Ze hebben heel veel jaren elkaar moeten missen, maar proberen die gemiste tijd in te halen. Marieke zit met vragen over haar biologische ouders, waar Janine antwoord op kan geven.
Marieke is een mooie vrouw en heeft daarom veel mannelijke aandacht. Professioneel zwemmer Mark de Moor is onder de indruk van haar. Ook Mickey Lammers heeft een oogje op Marieke. Ondanks alle aandacht, voelt Marieke zich nog niet echt gelukkig, met name als ze zich achtergesteld wordt bij haar nieuwe collega Jessica Harmsen bij AA&F. Om nieuwe vrienden te krijgen, gaat ze op een avond naar The Heavy Heaven, een uitgaansgelegenheid. Marieke komt in contact met vage types die in aanraking zijn geweest met criminele praktijken. De situatie loopt uit de hand als een van de mannen haar verkracht. Marieke heeft het er moeilijk mee. Haar zus Janine vindt het onbegrijpelijk. Uit woede steekt ze The Heavy Heaven in de fik.
De verkrachting heeft veel aangericht bij Marieke. Janine en Daniël besluiten uiteindelijk psychische hulp te zoeken. Ze ontmoet Cilia de Ridder, met wie ze veel gesprekken voert. Cilia krijgt een verhouding met Daniël. Toch helpt de therapie van Cilia niet. Als Marieke niet meer weet wat ze moet doen, keert Mark de Moor terug naar Meerdijk. De liefde tussen de twee bloeit weer op. Samen besluiten ze naar Italië te gaan.

### Terugkeer
Na 23 jaar komt het stel terug naar Nederland, en het blijkt dat de twee in de tussentijd zijn getrouwd. Door financiële problemen willen ze een nieuw begin maken in Meerdijk. Echter houden ze de schijn over hun situatie op voor vrienden en familie. Wanneer ze dit later niet meer voor zich kunnen houden vangt hun familie hen op.
Marieke krijgt niet veel later te horen dat ze Frontotemporale dementie heeft en begint steeds meer te vergeten en vreemd gedrag te vertonen. Wanneer ze met Janine en Mark op gesprek gaat bij een arts voor euthanasie wil hij haar niet helpen, omdat het in zijn ogen niet duidelijk is of Marieke dit echt wil of het een van de momenten zijn die veroorzaakt wordt door de dementie. Ludo en Janine nemen Marieke en Mark in huis en samen proberen ze haar te verzorgen en te helpen. Marieke gaat al snel achteruit en belandt kort in een inrichting en in het ziekenhuis. Hier wordt ze door behulp van Ludo weer uitgehaald. Nadat Marieke in de Rozenboom met Mark, Janine en Ludo gegeten heeft lopen ze naar buiten: hier rijdt een auto opzettelijk op Ludo en Janine af. Marieke duwt hen opzij en komt in hun plaats voor de auto terecht. Ze wordt opgenomen in het ziekenhuis, waar ze besluit dat ze niet geopereerd wil worden zodat ze aan haar verwondingen overlijdt en niet verder met dementie hoeft te leven. Ze neemt afscheid van familie en vrienden en sterft vervolgens in het bijzijn van haar man Mark.
Later blijkt dat Jos Uylenburg (alias 'De beer') en Hein Lisseberg verantwoordelijk waren voor het plannen en uitvoeren van deze aanslag 
Na haar dood verscheen Marieke nog één keer als een visioen bij Mark in zijn cel, toen hij gevangen zat.